# 김민서 (2002년)

## 학력
- 청주대학교 (연극영화학과)

## 작품활동

### 드라마
- 2019년 《리갈하이》
- 2019년 《아스달 연대기》
- 2020년 《하이바이, 마마!》
- 2022년 《루카: 더 비기닝》
- 2023년 《밤이 되었습니다》